# Verona–Mantova–Modena-vasútvonal
A Verona–Mantova–Modena-vasútvonal egy 97,1 km hosszúságú, normál nyomtávolságú vasútvonal Olaszországban, Verona és Modena között. A vonal 3000 V egyenárammal villamosított, fenntartója az RFI.